# Glanzschnellkäfer
|                                                                    |                       |
| Abb. 2: Unterseite                                                 |                       |
|                                                                    |                       |
| Abb. 1: Prosternalnaht, rechts grün Prosternallappen rechts orange | Abb. 3: Seitenansicht |
|                                                                    |                       |
| Abb. 4: Schenkeldecken, rechts grün                                | Abb. 5: Vorderansicht |

Der Glanzschnellkäfer (Selatosomus aeneus) ist ein Käfer aus der Familie der Schnellkäfer und der Unterfamilie der Ctenicerinae. Die Färbung der Oberseite ist metallisch blau, grün oder kupfern, häufig ist der Halsschild anders gefärbt als die Flügeldecken. Der für Schnellkäfer verhältnismäßig breite Käfer wird zehn bis sechzehn Millimeter lang.
Die häufige Art wird nur in den Roten Listen von Rheinland-Pfalz geführt und dort als  nicht gefährdet  eingestuft.

## Bemerkungen zum Namen
Die Art wurde von Linnaeus 1758 unter dem wissenschaftlichen Namen Elater aeneus erstmals beschrieben. Die kurze Beschreibung  beginnt: Elater thorace elytrisque caerulescenti-aeneis (lat. Schnellkäfer mit Körper und Flügeldecken bläulich kupferfarben). So erklärt sich der Artname aeneus (lat. kupferfarben).
Die Gattung Selatosomus wurde von dem  Engländer Stephens 1830 aufgestellt.
Der Gattungsname Selatosōmus (von altgr. σέλας, σέλατος sélas, sélatos, Glanz und σώμα sōma, Leib) drückt aus, das der Körper metallisch glänzt. Stephens schreibt dazu: The typical species of this genus are eminently distinguished by the splendour and brilliancy of their colouring, the surface glabrous and richtly adorned with lively metallic hues (en.: Die typischen Arten dieser Gattung sind hervorragend durch den Glanz und die Brillanz ihrer Färbung, die unbehaarte und mit lebhaften metallischen Farbtönen geschmückte Oberfläche ausgezeichnet).
Die Gattung Selatosomus ist in Europa mit zehn Arten in zwei Untergattungen vertreten. Selatosomus aeneus gehört zur Untergattung Selatosomus Weltweit gibt es über siebzig Arten, die auf fünf Untergattungen verteilt sind.

## Beschreibung des Käfers
Beim Glanzschnellkäfer als Vertreter der Unterfamilie Ctenicerinae verlaufen die Stirnleisten, die über den Fühlereinlenkungen vor den Augen entspringen, schräg nach vorn, dann zur Mitte hin und enden, bevor sie die Kopfmitte erreicht haben (Abb. 5). Die Vorderbrust ist vom Kopf bis zu den Vorderhüfthöhlen mit den Unterseiten des Halsschildes (Vorderbrustepisternen) verwachsen. Die Verwachsungsnaht ist nicht zur Aufnahme der Fühler vertieft und nur nach innen durch eine Linie abgesetzt (einfache Prosternalnaht, Abb. 1). Im Vergleich zur Gattung Ctenicera, die der Unterfamilie den Namen gibt, ist der Abschluss der Vorderbrust zum Kopf hin (Prosternallappen, Mentonnière) stärker nach vorn und unten erweitert und rund, nicht abgestutzt (Abb. 1, orange markiert). Er verdeckt die Mundwerkzeuge bis zum Oberkiefer, wenn der Käfer den Kopf leicht nach unten senkt. Hinten ist die Vorderbrust in eine lange Spitze ausgezogen, die in eine entsprechende Grube in der Mittelbrust einrasten und wieder herausschnappen kann (in Abb. 3 deutlich zu sehen). Dieser für die Familie typische Schnellmechanismus ermöglicht es dem Käfer, sich aus der Rückenlage in die Luft zu schnellen.
Die Beine sind hell rötlich bis fast schwarz und wie bei allen Schnellkäfern nicht kräftig. Die Tarsen sind alle fünfgliedrig. Die Krallen sind nicht gezähnt oder gesägt.
Die Hinterhüfte, die nach hinten an die Hinterbrust anschließt, ist zur teilweisen Aufnahme der Hinterschenkel ausgehöhlt. Den Teil, der mit der Hinterbrust auf gleicher Ebene liegt, nennt man Schenkeldecke. Die Schenkeldecken verschmälern sich beim Glanzschnellkäfer nach außen stark, so dass die glänzende Seite der Schenkelhöhlen, die sich auf dem Niveau des Hinterleibs befinden, in der Draufsicht gut einsehbar ist (Abb. 2 und 4).
Oberseits besitzt der Glanzschnellkäfer im Unterschied zu Selatosomus cruciatus keine Zeichnung und ist gewölbt. Sie erscheint mit bloßem Auge kahl, besitzt in keinem Fall auf dem Halsschild eine überwiegend nach hinten oder überwiegend nach vorn liegende Behaarung.
Der Kopf ist klein, weniger breit als der Halsschild vorn, und die Mundwerkzeuge zeigen in Ruhestellung nicht nach unten, sondern nach vorn (prognath). Die elfgliedrigen Fühler erreichen die Hinterecken des Halsschildes nicht. Das zweite Glied ist kurz, das dritte langgestreckt, beide nicht erweitert. Die folgenden Glieder sind leicht nach innen erweitert (gesägt), aber ihre Erweiterung ist außen nicht spitzwinklig. Das vierte Glied ist nicht länger als das dritte, aber deutlich länger als das fünfte.
Der Halsschild ist seitlich deutlich gerandet, vorn in der Mitte jedoch nicht. Er ist so breit oder breiter als lang und verschmälert sich von der Mitte nach vorn allmählich. Er besitzt lange Hinterwinkel, die nur wenig nach außen gebogen und am Ende abgestutzt sind. Sie sind deutlich und lang gekielt, der Kiel entfernt sich nach vorn etwas vom Seitenrand des Halsschildes.
Die Flügeldecken sind nur wenig breiter als der Halsschild und höchstens doppelt so lang wie breit. Sie sind fein (Unterschied zu Selatosomus melancholicus) und ohne Unterbrechungen gefurcht (Unterschied zu Selatosomus rugosus). Sie sind stärker gewölbt als bei Selatosomus globicollis.

## Vorkommen
Die Tiere kommen in Europa und Sibirien hauptsächlich in Nadel- und Laubwäldern aber auch auf Feldern und Wiesen vor.

## Lebensweise
Die abends aktiven Käfer suchen meist am Boden nach Nahrung, da sie nicht besonders gut fliegen können. Tagsüber halten sie sich meist am Boden unter Steinen auf. Wie alle Schnellkäfer besitzt auch der Glanzspringkäfer einen hakenartigen Fortsatz und eine kleine Mulde an der Unterseite des Thorax. Durch das Eindrücken des Fortsatzes in die Mulde schnellt der Käfer in die Luft und kann sich so wieder aufrichten, wenn er auf den Rücken gefallen ist.
Das Weibchen kann bis zu 300 Eier in den Boden legen, aus denen dann die hellgelben Larven schlüpfen. Sie leben im Boden und ernähren sich von Wurzeln, aber auch von Käferlarven.
Die Larven werden Drahtwürmer genannt. Sie verpuppen sich erst nach fünf Jahren im Boden. Die Käfer, die im Herbst schlüpfen, überwintern dann im Boden, bis sie im Frühling aus der Erde kriechen.

## Ernährung
Die Larven ernähren sich sowohl von Wurzeln als auch von kleinen Würmern und Insekten. Die Käfer ernähren sich rein pflanzlich, besonders gerne fressen sie an Blüten.